# Mats Karlsson (skådespelare)
Mats Niclas Karlsson, senare Matz Niclas Karlsson, även kallad Macke, född 10 november 1964 i Johannes församling i Stockholm, är en svensk tidigare barnskådespelare. Han hade huvudrollen i styvfadern Christian Lunds TV-film Den nya människan (1979) där han spelade mot halvsystern Regina Lund.
Mats Karlsson är son till skådespelarna Lars Lind och Sonja Karlsson, senare gift Lund.

## Filmografi i urval
- 1979 – Den nya människan (TV-film)